# یواس‌سی‌جی‌سی ولیانت (دبلیوام‌ئی‌سی-۶۲۱)
یواس‌سی‌جی‌سی ولیانت (دبلیوام‌ئی‌سی-۶۲۱) (به انگلیسی: USCGC Valiant (WMEC-621)) یک کشتی بود که طول آن 210' 6" بود. این کشتی در سال ۱۹۶۷ ساخته شد.